# Let's Try!
『Let's Try!』（レッツ・トライ）は、NHK教育テレビジョンで1982年4月6日から1984年3月30日まで放送されていた中学校2年生向けの学校放送（教科：英語）である。

## 放送時間
| 期間                         | 放送時間             |
| ---------------------------- | -------------------- |
| 1982年4月6日 - 1984年3月13日 | 火曜日 12:00 - 12:20 |

別の時間帯での再放送あり。

## 出演者
- 河野ナナ（1982年度）[1]
- 海崎隆次（1983年度）